# Родезийски човек
Родезийският човек (на латински: Homo rhodesiensis) е изчезнал вид от род Човек, известен от няколко фосилни фрагмента, открити в мина в Северна Родезия (днес Замбия).
Те включват череп, горна челюст от друг индивид, сакрум, пищял и две части от бедрена кост. Връзката между костите е неясна, но обикновено пищялът и бедрените кости се свързват с черепа. Възрастта на Homo rhodesiensis се определя на 125 – 300 хиляди години.
Черепният капацитет на Homo rhodesiensis е 1300 cm³. Той има широко лице, подобно на това на неандарталеца, но черепът заема междинно положение между Homo neanderthalensis и Homo sapiens. Днес преобладава мнението, че Homo rhodesiensis е близък до Homo heidelbergensis, макар че някои хипотези го поставят по-близо до Homo sapiens.